# Kościół Chrystusa Króla w Dobryniu Dużym
Kościół Chrystusa Króla – zabytkowy rzymskokatolicki kościół w Dobryniu Dużym.
Został wzniesiony w latach 1924-1925, jednak prace wykończeniowe na jego terenie trwały jeszcze do 1941. Jako kaplica dojazdowa należy do parafii Przemienienia Pańskiego w Malowej Górze.
Budynek wzniesiony jest z drewna, szalowany, konstrukcji słupowo-ramowej. Kościół jest salowy, z prostokątnymi przybudówkami i wzniesioną na planie kwadratu wieżą wysuniętą przed elewację. Nawę kościelną kryje dach dwuspadowy, przybudówki - dach pulpitowy, wieżę - czterospadowy, zaś prezbiterium - wielopołaciowy.